# Escapades
Escapades (także: Escapades (Pleasure Place)) – utwór amerykańskiej raperki Azealii Banks, nagrany do nadchodzącego albumu Fantasea II: The Second Wave. Pierwotnie został wydany jako pierwszy singel z krążka w czerwcu 2017 roku w serwisie muzycznym SoundCloud. Druga, radiowa wersja została opublikowana w sierpniu. Ostateczna wersja utworu pojawiła się w serwisie iTunes 1 września 2017. Na początku 2018 roku Banks zmieniła plany co do promocji krążka, uznając jako pierwszy singel dopiero "Anna Wintour".
Pierwotnie piosenka miała ukazać się pod tytułem "Bizarra" na albumie Broke with Expensive Taste. Jest to jeden z niewielu singli, na którym nagrano niemal wyłącznie śpiew Banks zamiast rapu. Muzycznie piosenka przypomina disco lat 90., a niektórzy krytycy stwierdzili, że jej dwie pierwsze wersje brzmią jak "niedopracowane".